# Brian Marsden
Brian G. Marsden (5 de agosto de 1937-18 de noviembre de 2010) fue un astrónomo británico, director del Centro de Planetas Menores.

## Biografía
Se especializó profesionalmente en mecánica celeste y astrometría, recolectando información sobre las posiciones de los asteroides y cometas del sistema solar y computando sus órbitas.
En 1999, Marsden llegó a proponer que Plutón fuese incluido en la lista de asteroides y objetos transneptunianos, asignándole el número 10 000, lo que finalmente rechazó la Unión Astronómica Internacional.
Un asteroide descubierto por Tom Gehrels el 24 de marzo de 1971 lleva su nombre: (1877) Marsden.